# 七穂村
七穂村（ななほむら）は、かつて新潟県西蒲原郡にあった村。1901年11月1日の新設合併によって消滅し、現在は新潟市南区の一部となっている。
以下の記述は合併直前当時の旧七穂村に関しての記述であり、現在では名称等が異なる場合がある。なお、ここに記述されていない内容に関しては新潟市などの記事を参照。

## 沿革
- 1889年（明治22年）4月1日 - 町村制施行に伴い西蒲原郡吉江村、吉田新田、山王村、山王新田、大倉村、大倉新田、居宿村が合併し、七穂村が発足。
- 1901年（明治34年）11月1日 - 西蒲原郡味方村、白根村と合併し、味方村を新設して消滅。

## 地域
七穂村は、合併した村名を継承する以下の大字で構成される。
吉江（よしえ）
1889年（明治22年）まであった吉江村の区域。現在の新潟市南区吉江。
吉田新田（よしだしんでん）
1889年（明治22年）まであった吉田新田の区域。現在の新潟市南区吉田新田。
山王（さんのう）
1889年（明治22年）まであった山王村の区域。現在の新潟市南区山王。
山王新田（さんのうしんでん）
1889年（明治22年）まであった山王新田の区域。現在の新潟市南区山王新田。
大倉（おおくら）
1889年（明治22年）まであった大倉村の区域。現在の新潟市南区大倉。
大倉新田（おおくらしんでん）
1889年（明治22年）まであった大倉新田の区域。現在の新潟市南区大倉新田。
居宿（いしゅく）
1889年（明治22年）まであった居宿村の区域。現在の新潟市南区居宿。